# Susana Guerra
Susana Guerra (Figueira da Foz, 24 januari 1980), beter bekend onder haar artiestennaam Suzy, is een Portugees zangeres.

## Biografie
Suzy raakte bekend door haar deelname aan Festival da Canção 2014, de Portugese preselectie voor het Eurovisiesongfestival. Met het nummer Quero ser tua wist ze deze nationale finale te winnen, waardoor ze haar vaderland mocht vertegenwoordigen op het Eurovisiesongfestival 2014 in de Deense hoofdstad Kopenhagen. Ze strandde met haar optreden in de halve finale.
1964: António Calvário · 
1965: Simone de Oliveira · 
1966: Madalena Iglésias · 
1967: Eduardo Nascimento · 
1968: Carlos Mendes · 
1969: Simone de Oliveira · 
1971: Tonicha · 
1972: Carlos Mendes · 
1973: Fernando Tordo · 
1974: Paulo de Carvalho · 
1975: Duarte Mendes · 
1976: Carlos do Carmo · 
1977: Os Amigos · 
1978: Gemini · 
1979: Manuela Bravo · 
1980: José Cid · 
1981: Carlos Paião · 
1982: Doce · 
1983: Armando Gama · 
1984: Maria Guinot · 
1985: Adelaide Ferreira · 
1986: Dora · 
1987: Nevada · 
1988: Dora · 
1989: Da Vinci · 
1990: Nucha · 
1991: Dulce Pontes · 
1992: Dina · 
1993: Anabela · 
1994: Sara Tavares · 
1995: Tó Cruz · 
1996: Lúcia Moniz · 
1997: Célia Lawson · 
1998: Alma Lusa · 
1999: Rui Bandeira · 
2001: MTM · 
2003: Rita Guerra · 
2004: Sofia Vitória · 
2005: 2B · 
2006: Nonstop · 
2007: Sabrina · 
2008: Vânia Fernandes · 
2009: Flor-de-Lis · 
2010: Filipa Azevedo · 
2011: Homens da Luta · 
2012: Filipa Sousa · 
2014: Suzy · 
2015: Leonor Andrade · 
2017: Salvador Sobral · 
2018: Cláudia Pascoal · 
2019: Conan Osíris · 
2021: The Black Mamba · 
2022: Maro · 
2023: Mimicat · 
2024: Iolanda · 
2025: Napa
- Gemeinsame Normdatei: 1216590680
- International Standard Name Identifier: 0000 0004 6628 4712
- MusicBrainz: 8e605b0e-06d0-4d25-9340-eb75c8164465